# Paul Stamets
Paul E. Stamets (17 de julio de 1955) es un micólogo, escritor estadounidense, activista de la biorremediación y setas medicinales.

## Investigación y promoción
Stamets pertenece al consejo editorial de la revista académica The International Journal of Medicinal Mushrooms, y es asesor del "Programa de Medicina Integrativa en la Escuela de Medicina de la Universidad de Arizona , Tucson, Arizona. Es activo en investigaciones de las propiedades medicinales de las setas, e involucrado en dos estudios clínicos con fondos de la NIH sobre tratamiento del cáncer y del HIV usando hongos como terapias adjuntas. Después de haber presentado numerosas patentes sobre propiedades antivirales, pesticidas, y biorremediativas de los micelios de setas, ubicándose su trabajo como pionero y visionario. Un firme defensor de la preservación de la biodiversidad, Stamets apoya investigaciones sobre el papel de los hongos en restauración ecológica.
Autor de numerosos libros y artículos sobre el tema de la identificación de hongos y de su cultivo, Stamets ha descubierto cuatro nuevas especies de hongos. Es un defensor de la permacultura como sistema de crecimiento, y considera a la fungicultura un aspecto valioso pero infrautilizados en la permacultura. También es un destacado investigador en el uso de hongos en biorremediación, y en procesos que él ha designado micorremediación y micofiltración.
En 2008, pronunció una conferencia TED: «Paul Stamets on 6 Ways Mushrooms Can Save the World».

## Vida personal
Stamets creó Fungi Perfecti, una compañía familiar para vender kits de cultivos de setas, y suministros. Stamets tiene dos hijos, Azureus & LaDena , y está casado con Carolyne "Dusty" Wu Yao. Paul Stamets es atleta de artes marciales, cinturón negro en Taekwondo (1979), y en Hwa Rang Do (1994). También escribe sobre la poesía japonesa.

## Algunas publicaciones

### Libros
- Mycelium Running: How Mushrooms Can Help Save the World. 2005. 339 pp. ISBN 1-58008-579-2
- MycoMedicinals: An Informational Treatise on Mushrooms. 1999. 46 pp. ISBN 0-9637971-9-0
- Psilocybin Mushrooms of the World. 1996. 245 pp. ISBN 0-89815-839-7
- Growing Gourmet and Medicinal Mushrooms. 1996. 574 pp. ISBN 1-58008-175-4
- Gardening with gourmet mushroom: mycological landscaping. 1994
- Mushroom Cultivator, The. 1983. 415 pp. ISBN 0-9610798-0-0
- Psilocybe Mushrooms & Their Allies. 1978. 160 pp. ISBN 0-930180-03-8

## Honores
- 2008: receptor del "Premio Revista National Geographic innovador verde"
- 2008: galardón "Argosy Foundation's E-chievement"
- 1998: "Galardón Bioneers" del Instituto Collective Heritage[5]
- 1999: "Galardón Founder of a New Northwest" de "Pacific Rim Association of Resource Conservation and Development Councils"
- En el Nº de noviembre-diciembre de 2008: nombrado uno de los Lectores Utne "50 Visionarios que Están Cambiando Su Mundo"
- En febrero de 2010 recibió el "Galardón Presidencial" de la "Society for Ecological Restoration: capítulo Noroeste", en reconocimiento a sus contribuciones a la Restauración Ecológica

Su trabajo fue presentado en el filme documental La undécima hora. También ha sido destacado en el cine ecodocumental: Dirt! The Movie (2009) y la de 2010, 2012: Time for a Change documental dirigido por João G. Amorim.

### Epónimos
El epíteto de la especie Psilocybe stametsii fue otorgado en su honor al haber contribuido significativamente a la apreciación generalizada de la micología y aumentó el conocimiento del género Psilocybe.
- La abreviatura «Stamets» se emplea para indicar a Paul Stamets como autoridad en la descripción y clasificación científica de los vegetales.[10]